# 金田明夫
金田 明夫（かねだ あきお、1954年10月13日 - ）は、日本の俳優、声優。東京都出身。身長165cm、体重68kg。血液型はO型。特技は水泳、乗馬。家族は妻と子供3人。東京都豊島区立真和中学校・東京都立北野高等学校卒業。

## 来歴・人物
大学受験に失敗した時に俳優を志し、現代演劇協会の研究生となり、同協会が分裂した際には劇団円に所属した。1977年に演劇集団 円劇団会員となる。舞台『リチャード三世』、『マクベス』、『あらしのよるに』などで主演する。
若手の頃は舞台出演と並行して、日活ロマンポルノに多く起用された。1980年代半ばから映像作品の出演が増えた。1995年に初演した『3年B組金八先生』の北教諭役がはまり役となり、20年以上も演じた。1995年当時、学生時代に得意だった水泳を活かしてプール監視員のアルバイトを行っていた。このアルバイトで妻と出会ったという。

## スター・ウォーズの吹き替え声優として
「スター・ウォーズシリーズ」にて2002年公開の映画『スター・ウォーズ エピソード2/クローンの攻撃』以降、ジャンゴ・フェット、ボバ・フェットのほか、クローン・トルーパー役の日本語吹き替えを20年以上演じており、「スター・ウォーズシリーズ」の中でも多くの作品に参加し、最も多くの役の吹き替えを長年担当してきた日本人声優の一人となっている。
『スター・ウォーズ エピソード2/クローンの攻撃』『スター・ウォーズ エピソード3/シスの復讐』といった劇場映画に加え、『スター・ウォーズ/クローン・ウォーズ』『スター・ウォーズ 反乱者たち』などのアニメーション作品、『マンダロリアン』『ボバ・フェット/The Book of Boba Fett』といったドラマ作品など、様々な媒体の吹き替え版に参加している。
その中でも20年以上多くの作品でその役を演じているクローン・トルーパーに関しては、70役を超えるクローンの吹き替えを担当。性格や個性の違う彼らを長年演じ分けており、クローンが主役の物語ではほぼ一人で役を演じた経験もある。
『スター・ウォーズ: バッド・バッチ』では、主人公の5名を含め、少年期を除くクローン・トルーパー全員の吹き替えを一人で担当している。
金田は元々、妻との初デートで『スター・ウォーズ エピソード4/新たなる希望』を鑑賞して以降のスターウォーズファン。当時からマスクをかぶったキャラクターが好きだったこともあり、ボバ・フェットに興味を持っていた。その後、自身のマネージャーからの誘いで2002年公開の『スター・ウォーズ エピソード2/クローンの攻撃』よりジャンゴ・フェットの吹き替えに挑戦。以降、その流れからジャンゴのクローンであるクローン・トルーパーやボバ・フェットの吹き替えを担当することになる。金田はクローン・トルーパーを長年演じ続けることに対して『1つの役を長年演じられることは幸せなこと。役と共に自分も成長できる面白さがある』と語っている。

## 出演

### テレビドラマ

#### NHK
- 連続テレビ小説
  - おしん（1983年） - 平野 役
  - ロマンス（1984年）
  - 春よ、来い（1995年） - 山路克己 役
  - つばさ（2009年） - 宇津木泰典 役
- 大河ドラマ
  - 山河燃ゆ（1984年） - 守田少尉 役
  - 独眼竜政宗（1987年） - 津田景康 役
  - 風林火山（2007年） - 飯富虎昌 役
  - 平清盛（2012年） - 鎌田通清 役
- 清左衛門残日録（1993年） - 石見守 役
- 少年たち3（2002年8月19日 - 9月9日） - 中山章之助 役
- 行列48時間（2009年10月16日 - 2009年11月27日） - 生方柳太郎 役
- 鉄の骨（2010年7月3日 - 31日） - 和泉勇人 役
- ラストマネー -愛の値段- 第4回「保険が見つけた愛」（2011年10月4日） - 山之内信夫 役
- 負けて、勝つ 〜戦後を創った男・吉田茂〜（2012年） - 鳩山一郎 役
- いつか陽のあたる場所で スペシャル（2014年4月1日） - 岩瀬保 役
- 神谷玄次郎捕物控2 第六回「鬼ごっこ」（2015年5月8日、NHK BSプレミアム） - 忠兵衛 役
- オンナミチ（NHK BSプレミアム） - 山口有次 役
  - 第1話「未来のあたしは大阪のオバチャン?」（2015年8月4日）
  - 第5話「キョーフの家族旅行」（2015年9月1日）
  - 第7話「ひとりぼっちのあたし」（2015年9月15日）
- 百合子さんの絵本 〜陸軍武官・小野寺夫婦の戦争〜（2016年7月30日） - 西本大吾 役
- 絆〜走れ奇跡の子馬〜（2017年3月23日・24日） - 須藤練司 役
- 柳生一族の陰謀（2020年4月11日、NHK BSプレミアム） - 三条西大納言 役
- 正直不動産 第9話「決戦! 眺めのいい部屋」（2022年5月31日） - 島村康則 役
- 続 遙かなる山の呼び声（2022年9月17日、NHK BSプレミアム・NHK BS4K） - 溝口社長 役[6]

#### 日本テレビ
- 太陽にほえろ! 第633話「ホスピタル」（1985年） - 倉橋 役
- グッドラック（1996年） - 松岡恵一 役
- ロマンス（1999年、読売テレビ）
- 明日を抱きしめて（2000年、読売テレビ） - 山根賢治 役
- ナースマン no.5「ガン告知でクビ!!」（2002年2月16日） - 佐野泰三 役
- ギンザの恋（2002年、読売テレビ） - 本波佐助 役
- 最後の弁護人（2003年1月15日 - 3月19日） - 柴田隆介 役
- 新・夜逃げ屋本舗 第1話「悪徳サラ金から弱者を救う闇夜のヒーロー営業再開！」（2003年4月16日） - 河合和雄 役
- 女王の教室（2005年） - 桐谷教頭 役
- らんぼう（2006年） - 小泉勝利 役
- CAとお呼びっ!（2006年7月5日 - 9月13日） - 大木太一 役
- ごくせん 第3シリーズ 第5話「一人で生きてきたと思うな」（2008年5月17日） - 本城保 役
- 霧の火 樺太・真岡郵便局に散った九人の乙女たち（2008年8月25日） - 平原局長 役
- 夢をかなえるゾウ（男の成功篇）（2008年10月2日、読売テレビ） - 江坂直樹 役
- キイナ〜不可能犯罪捜査官〜（2009年1月21日 - 2009年3月18日） - 津田明彦 役
- サムライ・ハイスクール（2009年10月17日 - 12月12日） - 城所和夫 役
- 離婚シンドローム（2010年6月30日） - 久保田弁護士 役
- 美丘-君がいた日々-（2010年7月10日 - 9月18日） - 橋本一郎 役
- ホタルノヒカリ2 第二夜「節約したい干物女」（2010年7月14日） - 上小山商店街会長 役
- 美咲ナンバーワン!!（2011年1月12日 - 3月16日） - 天満幸作 役
- 高校生レストラン（2011年5月7日 - 7月2日） - 戸倉正也 役
- 雲の階段（2013年4月17日 - 6月19日） - 久恒和男 役
- ダンダリン 労働基準監督官 第4話「学生絶望!? 内定切り企業に唸れ」（2013年10月23日） - 大鷹伸一 役
- 花咲舞が黙ってない 第2シリーズ 第2話「上司のミスは部下の責任…そんなの間違ってる！」（2015年4月23日） - 中北友康 役
- さよならドビュッシー 〜ピアニスト探偵 岬洋介〜（2016年3月18日） - 鎌倉音楽大学付属高等学校・校長 役
- 東京タラレバ娘（2017年1月18日 - 3月22日） - 鳥居康男 役
  - 東京タラレバ娘2020（2020年10月7日）
- 部長 風花凜子の恋（2018年7月5日・12日） - 国分圭太郎 役
- 白衣の戦士! 第6話「突然のプロポーズ!? 揺れる女心とまさかの初キス!!」（2019年5月22日） - 胡桃沢茂 役
- トップナイフ-天才脳外科医の条件- - 前川洋一 役
  - 第7話「顔がわからない恐怖 犯人は誰?」（2020年2月22日）
  - 第8話「左腕が恋人!? 奇妙な略奪愛!」（2020年2月29日）
- コントが始まる - 美濃輪龍造 役
  - 第7話「無人島」（2021年5月29日）
  - 第8話「ファミレス」（2021年6月5日）
- GO HOME〜警視庁身元不明人相談室〜 第7話「遺留品は…犬! 愛犬だけが知る悲恋」（2024年9月7日） - 川崎徹 役[7]
- 火曜サスペンス劇場
  - 浅見光彦ミステリー2「天城峠殺人事件」（1987年12月1日） - 藤田真二 役
  - 松本清張作家活動40年記念スペシャル・ゼロの焦点（1991年7月9日） - 葉山警部補 役
  - 地方記者・立花陽介9「信州上田通信局」（1997年6月3日） - 武田刑事 役
  - 刑事・鬼貫八郎13「誰の屍体か」（2001年8月28日） - 芥川篤 役
  - 松本清張スペシャル・事故（2002年7月9日） - 高田京太郎 役
  - 身辺警護12（2003年8月19日） - 遠山文彦 役
  - 事件記者・三上雄太 - 徳丸悦郎 役
    - 事件記者・三上雄太1（2004年5月4日）
    - 事件記者・三上雄太2（2005年5月3日）
    - 事件記者・三上雄太3（2005年9月27日）

#### TBS
- 噂の刑事トミーとマツ 第1シリーズ
  - 第4話「女ごころvs迷コンビ」（1979年）
  - 第25話「トミーまっ青、マツのお見合い」（1980年）
- モモ子シリーズ2（1983年）
- 坂本龍馬（1989年） - 陸奥陽之助 役
- 織田信長（1989年） - 斎藤義龍 役
- 東京エレベーターガール（1992年） - 田村課長 役
- 高校教師（1993年） - 坂入主任 役
- ダブル・キッチン 第2ラウンド「葬式はダイハード」（1993年4月23日） - 葬儀屋 役
- ドラマ30 / 愛のたくらみ（1993年 - 1994年、中部日本放送）
- 私の運命（1994年） - 調査員 役
- スウィート・ホーム（1994年1月9日 - 3月27日） - 桜井聖 役
- 長男の嫁（1994年）
- 男嫌い（1994年） - 大石一郎 役
- 僕が彼女に、借金をした理由。（1994年） - 沼田課長 役
- 3年B組金八先生（1995 - 2011年） - 北尚明 役
- おかみ三代女の戦い（1995年） - 山田幸男 役
- セカンド・チャンス（1995年） - 中条上司 役
- 結婚しようよ（1996年） - 大宮慎治 役
- ふたりのシーソーゲーム（1996年） - 木村勝利 役
- ママチャリ刑事（1999年） - 松本係長 役
- 元カレ（2003年） - 篠田満男 役
- 松本清張サスペンス特別企画 霧の旗（2003年9月16日） - 藤原隆司 役
- 四谷くんと大塚くん/天才少年探偵登場の巻（2004年） - 上村刑事課長 役
- こちら本池上署 第3シリーズ 第10回「時効7時間前」（2004年3月15日） - 高村正人 役
- ドラゴン桜（2005年） - 川口洋 役
- ブラザー☆ビート（2005年10月13日 - 12月22日） - 山口課長 役
- 青春の門-筑豊篇- 前編（2005年3月21日） - 吉田一郎 役
- 里見八犬伝（2006年1月2日・3日） - 横堀在村 役
- 特命!刑事どん亀（2006年4月10日 - 7月17日） - 更科秀武 役
- 華麗なる一族（2007年） - 小島恒夫 役
- 輪違屋糸里〜女たちの新選組〜（2007年9月9日・10日） - 輪違屋平八 役
- 地獄の沙汰もヨメ次第（2007年） - 池之端省吾 役
- マラソン（2007年9月20日） - 藤原先生 役
- 被取締役新入社員（2008年3月31日） - 岡村 役
- あんどーなつ 第8話「しょっぱい帰郷」（2008年8月25日） - 河島茂男 役
- 流星の絆 第7話「妹は仇の息子に惚れてるよ」（2008年11月28日） - 捜査係長 役
- DOOR TO DOOR（2009年3月29日） - 松宮貞夫 役
- 夫婦道2 第六回「鬼ババ来襲緊急事態」（2009年5月20日） - 岩見沢耕一 役
- 官僚たちの夏 第8話「総理の死」（2009年9月6日） - 大原喜久雄 役
- 塀の中の中学校（2010年10月11日） - 高木和雄 役
- 生まれる。（2011年4月22日 - 6月24日） - 長澤剛 役
- ブラックボード〜時代と戦った教師たち〜 第三夜（2012年4月7日） - 柳瀬一豊 役
- ハンチョウ〜警視庁安積班〜 シリーズ6（2013年） - 徳吉幸吉 役
- なるようになるさ。 - 大竹茂 役
  - シーズン1（2013年7月12日 - 9月20日）
  - シーズン2（2014年4月22日 - 6月24日）
- 隠蔽捜査 - 藤本実 役
  - 第6話「恋に落ちた警察署長…意外な刺客 来日の米大統領をテロから守れ！」（2014年2月17日）
  - 第7話「爆弾テロまで72時間！恋に落ちた署長は米大統領暗殺を防げるか!?」（2014年2月24日）
- LEADERS リーダーズ（2014年） - 加藤喬 役
- ヤメゴク〜ヤクザやめて頂きます〜 - 岩井田守 役
  - 第六話「母とヤクザあなたは私の仇です」（2015年5月21日）
  - 第七話「壮絶過去警察官でいさせて!」（2015年5月28日）
- IQ246〜華麗なる事件簿〜 第4話「天空の密室に響く殺人協奏曲」（2016年11月6日） - 土門賢治 役
- ラストマン-全盲の捜査官- - 山藤憲治 役[8]
  - 第9話「正義の行方」（2023年6月18日）
  - 最終話「わたしの家族」（2023年6月25日）
- まどか26歳、研修医やってます! - 吉岡稔 役[9]
  - 第6話「研修医がリーダー?! 新しいチームの形とは――」（2025年2月18日）
  - 第7話「研修医2年目突入! 恋も仕事も距離感が大事――?!」（2025年2月25日）
  - 第9話「明かされる過去―命の時間とは」（2025年3月11日）
  - 最終話「決断の時! 人生をかけてやりたいこと」（2025年3月18日）
- 月曜ドラマスペシャル→月曜ミステリー劇場→月曜ゴールデン→月曜名作劇場
  - 警部補・坪内直哉 父と娘の事件簿（1998年2月23日） - 岡本警部補 役
  - 浅見光彦シリーズ
    - 浅見光彦シリーズ13「「須磨明石」殺人事件」（2000年3月27日） - 川上部長警部 役
    - 浅見光彦シリーズ22「佐用姫伝説殺人事件」（2006年9月25日） - 安田刑事 役
    - 浅見光彦シリーズ26「津和野殺人事件」（2008年9月29日） - 遠山署長 役
    - 浅見光彦シリーズ29「菊池伝説殺人事件」（2011年2月7日） - 菊池義友 役
    - 浅見光彦シリーズ34「壺霊」（2014年11月17日） - 平山刑事 役

  - 小学校教師・沢木千太郎の事件ノート（2000年7月31日） - 小野浩二 役
  - 流れ星お銀!事件解決いたします2（2001年7月16日） - 本多直紀 役
  - 弁護士 朝吹里矢子 - 棚橋徹 役
    - 弁護士 朝吹里矢子2「衝動殺人の謎」（2002年6月17日）
    - 弁護士 朝吹里矢子3「放火殺人の謎」（2003年10月20日）
    - 弁護士 朝吹里矢子4「証言拒否の謎」（2005年5月9日）

  - 世直し公務員ザ・公証人5（2005年4月18日） - 奥寺政人 役
  - 検察審査会（2005年11月21日） - 中村忠治 役
  - 和田アキ子殺人事件（2007年2月12日） - 山本プロデューサー 役
  - 楽園のライオン（2007年5月28日） - 石川文彦 役
  - 警視庁三係・吉敷竹史シリーズ4「幽体離脱殺人事件」（2008年10月6日） - 旗田聡 役
  - 無敵のおばさん小早川千冬・正義の事件簿（2010年6月28日） - 岡林悟史 役
  - 私は屈しない〜特捜検察と戦った女性官僚と家族の465日（2011年1月31日） - 中井浩一 役
  - ツインズ〜早乙女兄弟の推理日誌〜（2014年1月27日） - 新藤健一 役
  - 駅弁刑事・神保徳之助9（2015年5月11日） - 宮本武晴 役
  - 検察事務官 黒ユリ（2016年2月22日） - 稲田耕一 役
  - あんみつ検事の捜査ファイル - 佐竹安信 役
    - あんみつ検事の捜査ファイル1「女検事の涙は乾く」（2016年6月13日）
    - あんみつ検事の捜査ファイル2「白骨夫人の遺言書」（2017年2月6日）

  - 鑑識捜査官 亀田乃武夫の臨場ファイル（2017年8月7日） - 黒崎博久 役
  - 新・浅見光彦シリーズ
    - 新・浅見光彦シリーズ3「平家伝説殺人事件」（2018年5月21日） - 橋本克也 役
    - 新・浅見光彦シリーズ5「天城峠殺人事件」（2019年1月7日） - 武上清作 役

#### フジテレビ
- 大空港 第71話「銃声は風に哭いた さらば愛しき女よ」（1980年） - スナック・レンガのバーテン 役
- じゃじゃ馬ならし（1993年） - 金沢修二 役
- お金がない!（1994年） - 白石浩一 役
- 警部補・古畑任三郎 第6話「ピアノ・レッスン」（1994年5月18日） - 柴崎理事 役
- 王様のレストラン（1995年） - 失礼な客 役
- 沙粧妙子-最後の事件-（1995年） - 矢田晋平 役
- ギフト 第6話「金塊の場所と歌を届ける」（1997年5月21日） - 望月登 役
- 月の輝く夜だから（1997年） - 長部部長 役
- ナニワ金融道（1998年） - 清水好美 役
- 隠密奉行朝比奈 - 真鍋平太郎 役
  - 第1シリーズ（1998年6月17日 - 9月2日）
  - 第2シリーズ（1999年6月30日 - 10月20日）
- 救命病棟24時（1999年） - 菊池保 役
- 合い言葉は勇気（2000年） - 鴨田額蔵 役
- ショムニ 第2シリーズ 第10話（2000年）
- HERO 第1シリーズ 第7話「君に会えてよかった」（2001年2月19日） - 正木晋太郎 役
- 女子アナ。（2001年） - 田辺浩之 役
- 私を旅館に連れてって（2001年） - 黒沼利一 役
- 忠臣蔵1/47（2001年） - 大野知房 役
- カバチタレ!（2001年） - 石田 役
- 怪談百物語（2002年） - 柴田十太夫 役
- 天才柳沢教授の生活（2002年） - 吉田輝明 役
- ビギナー（2003年） - 山本宗司 役
- 剣客商売 第4シリーズ 第5話「東海道見附宿」（2003年） - 浅田忠蔵 役
- ラストクリスマス（2004年） - 白河正平 役
- WATER BOYS2（2004年） - 佐野正樹 役
- 恋におちたら〜僕の成功の秘密〜（2005年） - 豊田久 役
- 鬼平犯科帳スペシャル 山吹屋お勝（2005年） - 初蔵 役
- おかしなふたり（2006年） - 富山社長 役
- ダンドリ。〜Dance☆Drill〜（2006年） - 池田おさむ 役
- ザ・ヒットパレード〜芸能界を変えた男・渡辺晋物語〜（2006年5月26日・27日） - 奥沢運転手 役
- 新証言!三億円事件 40年目の謎を追え!（2008年12月13日） - 森山刑事 役
- ラッキーセブン（2012年） - 後藤将司 役
- 間違われちゃった男（2013年） - 大友政史 役
- 剣客商売〜剣の誓約〜（2013年12月27日） - 柿本源七郎 役
- 東京にオリンピックを呼んだ男（2014年10月11日） - ショーン松尾 役
- 医師たちの恋愛事情（2015年） - 永島 役
- BARレモン・ハート（2015年、BSフジ） - 畑中彰 役
- 大奥 最終章（2019年3月25日） - 徳川綱條 役
- ラジエーションハウス〜放射線科の診断レポート〜（2019年） - 工藤機長 役
- 志村けんとドリフの大爆笑物語（2021年12月27日） - 荒井注 役[10]
- ミステリと言う勿れ - 奈良崎幸仁 役
  - 第1話（2022年1月10日）「変わり者の大学生が殺人容疑、真実は人の数だけある!」
  - 第2話（2022年1月17日）「奇妙なバスジャック! その目的は…」
  - 第3話（2022年1月24日）「遂にバスジャック解決編! 犯人は誰だ!? 哀しき復讐」
- おいハンサム!!（東海テレビ） - 米山 役[11]
  - 第3話「冷蔵庫の片隅にネギ7センチ。」（2022年1月22日）
  - 第7話「失ってからではもう遅い!? 本当の恋と町中華」（2022年2月19日）
- 元彼の遺言状 第8話「遂に最終章! 殺人犯篠田の過去は…!? 遺言状事件再び勃発」（2022年5月30日） - 西園寺一蔵 役[12]
- 金曜エンタテイメント→金曜プレステージ
  - 音の犯罪捜査官・響奈津子 - 梅里正和 役
    - 音の犯罪捜査官・響奈津子1（1996年3月1日）
    - 音の犯罪捜査官・響奈津子2（1997年3月14日）
    - 音の犯罪捜査官・響奈津子3（1999年8月13日）
    - 音の犯罪捜査官・響奈津子4（2001年5月11日）
    - 音の犯罪捜査官・響奈津子5（2002年6月21日）
    - 音の犯罪捜査官・響奈津子6（2003年5月23日）
    - 音の犯罪捜査官・響奈津子7（2005年4月15日）

  - 女浮気調査員・暮林陽子（1998年2月6日） - 暮林雄三 役
  - 医局派遣医 藪仁平（2003年4月18日） - 和久井輝彦 役
  - おばさんデカ 桜乙女の事件帖12（2003年12月26日） - 中村貢 役
  - しあわせギフトお届け人2 青野大洋杜の都の事件帖（2004年7月23日） - 小寺利光 役
  - 奇跡の動物園2007〜旭山動物園物語〜（2007年5月11日） - 重井龍道 役
  - 笑顔をくれた君へ〜女医と道化師の挑戦〜（2008年3月14日） - 酒井昭三 役
  - ドクター小石の事件カルテ5「毒炎」（2009年4月17日） - 武士沢剛 役
  - 警察庁特別監察官 氷の女・氷室透子「告発〜ある女性警察官の死」（2014年7月11日） - 蜷川洋二 役
- 世にも奇妙な物語
  - 「年功不序列」（1996年） - 川野洋平 役
  - 「恐怖のカラオケ歌合戦」（1996年） - 中村武雄 役

#### テレビ朝日
- 特捜最前線 第265話「遠い炎の記憶!」（1982年）
- 月曜ワイド劇場「美しい女医の診察室2」（1984年）
- 私鉄沿線97分署 第26話「夢!?ヒロシが飛んで行く!」（1985年） - 商店街のチンピラ 役
- 迷宮課刑事おみやさん（1985年、朝日放送） - 佐々木敬吾 役
- はぐれ刑事純情派 第7シリーズ 第13話「血液型殺人事件 疑惑の男友達」（1994年6月29日） - 竹内一樹 役
- はみだし刑事情熱系 PART1 最終話「広域殺人！記憶喪失の女」（1997年3月26日） - 池上刑事 役
- 名探偵保健室のオバさん（1997年） - 小林清 役
- 異議あり!女弁護士大岡法江（2004年1月8日 - 3月11日） - 藤林防人 役
- 電池が切れるまで（2004年） - 森下秀介 役
- 名奉行! 大岡越前 - 笹倉采女 役
  - 第1シリーズ（2005年4月18日 - 6月20日）
  - 第2シリーズ（2006年4月18日 - 7月18日）
- 相棒
  - season5 第15話「裏切者」（2007年1月31日） - 北村武 役
  - season22 - 武智淑郎 役
    - 第19話「トレードオフ」（2024年3月6日）
    - 最終話「トレードオフ〜AI右京の完全推理」（2024年3月13日）
- 新・京都迷宮案内4 第5話「見えない絆！連続放火犯に潜む闇」（2007年2月8日） - 岸田俊介 役
- 松本清張 点と線（2007年11月24日・25日） - 監察医 役
- ゴンゾウ 伝説の刑事 - ロダン / 杉浦正彦 役
  - 第3話「目撃者ロダン」（2008年7月16日）
  - 最終話「夏の終わり」（2008年9月10日）
- 新・警視庁捜査一課9係 season1 第3話「殺意のロザリオ」（2009年7月15日） - 奥山隆康 役
- コールセンターの恋人 8th call「妻よ! ありがとう 届かなかった指輪」（2009年8月28日、朝日放送） - 小村孝次 役
- 853〜刑事・加茂伸之介（2010年1月14日 - 3月11日） - 三原脩太郎 役
- 女刑事音道貴子・凍える牙（2010年1月30日） - 鷺沼事務局長 役
- 新春ドラマSP 味いちもんめ（2011年1月8日） - 上田支店長 役
- 火車（2011年11月5日） - 今井四郎 役
- Wの悲劇（2012年4月26日 - 6月14日） - 和辻繁 役
- 松本清張没後20年・ドラマスペシャル 十万分の一の偶然（2012年12月15日） - 仲田周平 役
- 科捜研の女 - 藤倉甚一 役
  - season13（2013年10月 - 2014年3月）
  - クリスマススペシャル（2013年12月25日）
  - season14（2014年10月 - 12月）
  - 年末スペシャル（2014年12月21日）
  - 新春スペシャル（2015年1月18日）
  - season15（2015年10月 - 2016年3月）
  - 正月スペシャル（2016年1月3日）
  - 春スペシャル（2016年4月17日）
  - season16（2016年10月 - 2017年3月）
  - 正月スペシャル（2017年1月3日）
  - スペシャル（2017年10月15日）
  - season17（2017年10月 - 2018年3月）
  - スペシャル（2018年10月14日）
  - season18（2018年10月 - 12月）
  - 正月スペシャル（2019年1月3日）
  - season19（2019年4月 - 2020年3月）
  - season20（2020年10月 - 12月）
  - season21（2021年10月 - 2022年4月）
  - 2022（2022年10月 - 12月）
  - season23（2023年8月 - 10月）[13]
  - season24（2024年7月 - 9月）[14]
- 白銀ジャック（2014年8月2日） - 中垣芳樹 役
- 民王（2015年7月24日 - 9月18日） - 狩屋孝司 役
  - 民王R（2024年10月22日 - 12月10日）[15]
- 警視庁・捜査一課長 - 小山田大介 役
  - season1（2016年4月 - 6月）
  - season2（2017年4月 - 6月）
  - season3（2018年4月 - 6月）
  - スペシャル（2018年7月15日）
  - スペシャル（2019年1月6日）
  - スペシャル（2019年4月21日）
  - 新作スペシャルI（2019年7月7日）
  - 新作スペシャルII（2019年7月14日）
  - スペシャル（2019年10月13日）
  - スペシャル（2019年12月15日）
  - 正月スペシャル（2020年1月3日）
  - 2020（2020年4月 - 9月）
  - season5（2021年4月 - 6月）
  - season6（2022年4月 - 6月）[16]
  - スペシャル（2023年4月4日）[17]
  - スペシャル（2024年4月18日）[18]
- まかない荘2（2017年10月 - 12月、名古屋テレビ） - お父さん 役
- 未解決の女 警視庁文書捜査官 第6話「同窓会殺人!! W不倫…密会文書改ざんする女!?」（2018年5月24日） - 小山田大介 役
  - 未解決の女 警視庁文書捜査官〜緋色のシグナル〜（2019年4月28日）
- ヒモメン（2018年7月 - 9月） - 網走太一郎 役
- 仮面ライダーゼロワン 第1話「オレが社長で仮面ライダー」（2019年9月1日） - 根津光国 役[19]
- 必殺仕事人（2022年1月9日、朝日放送） - 岸田重右衛門 役[20]
- ハヤブサ消防団（2023年7月13日 - 9月14日） - 村岡信蔵 役[21][22]
- 無用庵隠居修行7（2023年9月28日、BS朝日） - 茂蔵 役[23]
- 素晴らしき哉、先生! 第6話「いいんだよ、完璧じゃなくて。」（2024年9月22日、朝日放送） - 大森 役[24]
- 土曜ワイド劇場
  - 赤い乗馬服の美女（1987年8月15日） - 琴野ミツオ 役
  - 探偵事務所 - 蛭多徹夫 役
    - 探偵事務所II（1995年7月15日）
    - 探偵事務所III（1996年1月13日）
    - 探偵事務所IV（1996年9月7日）
    - 探偵事務所V（1999年6月12日）

  - 温泉若おかみの旅情殺人推理 - 若旦那 役
    - 温泉若おかみの旅情殺人推理2（1995年2月11日） - 品川幸一 役
    - 温泉若おかみの旅情殺人推理3（1995年7月29日） - 早瀬信一 役

  - 俺たちの世直し強盗（1997年1月4日） - 柿崎 役
  - 江戸ッ子探偵殺人案内 - 篠原敬三 役
    - 江戸ッ子探偵殺人案1（1997年6月14日）
    - 江戸ッ子探偵殺人案2（1999年7月24日）

  - タクシードライバーの推理日誌20（2005年4月9日） - 須磨公彦 役
  - 家政婦は見た!24（2006年3月4日） - 間宮一成 役
  - 刑事殺し（朝日放送） - 川瀬昌文 役
    - 刑事殺し2（2008年6月21日）
    - 刑事殺し 完結編（2009年8月22日）

  - 弁護士・森江春策の事件 - 高柳明信 役
    - 弁護士・森江春策の事件1（2009年8月1日）
    - 弁護士・森江春策の事件2（2010年8月21日）
    - 弁護士・森江春策の事件3（2011年10月29日）

  - 殺人予告（2011年1月29日） - 三宅富夫 役
  - 炎の警備隊長・五十嵐杜夫9（2011年7月9日、朝日放送） - 太田勝利 役
  - 警視庁・捜査一課長〜ヒラから成り上がった最強の刑事! - 小山田大介 役
    - 警視庁・捜査一課長〜ヒラから成り上がった最強の刑事!〜1（2012年7月14日）
    - 警視庁・捜査一課長〜ヒラから成り上がった最強の刑事!〜2（2013年8月3日）
    - 警視庁・捜査一課長〜ヒラから成り上がった最強の刑事!〜3（2014年7月26日）
    - 警視庁・捜査一課長〜ヒラから成り上がった最強の刑事!〜4（2015年5月23日）
    - 警視庁・捜査一課長〜ヒラから成り上がった最強の刑事!〜5（2015年10月17日）

#### テレビ東京
- 新春ワイド時代劇
  - 忠臣蔵〜決断の時（2003年） - 寺坂吉右衛門 役
  - 寧々〜おんな太閤記（2009年） - 中山又市 役
  - 忠臣蔵〜その義その愛（2012年） - 井坂新助 役
- 赤い月（2004年） - 胡 役
- よろずや平四郎活人剣 第4話「亡霊」（2007年5月18日） - 臼杵屋徳兵衛 役
- 李香蘭（2007年） - 東敬三 役
- 経済ドキュメンタリードラマ ルビコンの決断 「メタボリックシンドローム 〜ウエスト85cmの真実!〜」（2010年2月11日） - 松澤佑次 役
- 僕らプレイボーイズ 熟年探偵社 第1話「リストラから探偵へ」（2015年7月17日） - 千葉竜吾 役
- ドラマ特別企画・堂場瞬一サスペンス 検証捜査（2017年7月5日） - 松崎次弘 役
- ドラマスペシャル・あまんじゃく 元外科医の殺し屋 最後の闘い（2020年3月29日） - 宗村将史 役
- 記憶捜査3〜新宿東署事件ファイル〜 - 諏訪和彦 役
  - 第5話「追跡! 無差別傷害犯 新宿トライアングルに封鎖せよ」（2022年12月2日）
  - 第6話「"警察銃撃"の謎! 6人だけの捜査本部」（2022年12月9日）
- 女と愛とミステリー→水曜ミステリー9〈第1期〉→水曜シアター9→水曜ミステリー9〈第2期〉
  - 目撃～ある愛のはじまり～（2001年2月28日） - 安宅康信 役
  - 監察医・篠宮葉月 死体は語る（2001年 - ） - 畑総一郎 役
  - 警視正・日丸教授の事件ノート よそ者（2003年9月14日） - 近松雄太郎 役
  - 金田一耕助ファイルII 獄門島（2003年10月26日） - 清水巡査 役
  - 刑事吉永誠一 涙の事件簿 - 望月哲也 役
    - 熱血刑事・吉永誠一1「絵が殺した女」（2004年5月26日）
    - 刑事吉永誠一 涙の事件簿2「帰れない遺骨」（2004年12月15日）
    - 刑事吉永誠一 涙の事件簿3「一億円の幸せ」（2005年11月16日）

  - 猪熊夫婦の駐在日誌（2004 - 2007年） - 関哲雄 役
  - 信濃のコロンボ事件ファイル12「陰画の構図」（2006年8月16日） - 佐藤源治 役
  - テネシーワルツ（2010年2月17日） - 篠原刑事 役
  - 松本清張特別企画・聞かなかった場所（2011年11月16日） - 沼袋潔 役
- 月曜プレミア8
  - 黙秘犯（2022年8月8日） - 鈴木正三郎 役
  - 再雇用警察官5（2023年3月13日） - 行橋繁夫 役
  - さすらい署長 風間昭平スペシャル「とやま庄川峡殺人事件」（2024年6月24日） - 鶴見恵一 役[25]

#### WOWOW
- 死刑基準（2011年9月25日） - 石丸隆介 役
- 造花の蜜（2011年） - 小杉宏 役
- ヒポクラテスの誓い（2016年） - 坂元義彦 役
- 有村架純の撮休（2019年）

### 映画
- 果てしなき絶頂（1978年、にっかつ）
- 潮吹き海女（1979年、にっかつ）
- 宇能鴻一郎のホテルメイド日記（1980年、にっかつ）
- 宇能鴻一郎の浮気日記（1980年、にっかつ）
- 宇能鴻一郎の修道院付属女子寮（1981年、にっかつ）
- 女事務員 色情生活（1982年、にっかつ）
- （本）噂のストリッパー（1982年、にっかつ）
- ダイアモンドは傷つかない（1982年、東映） - 岡本 役
- 恥辱の部屋（1982年、にっかつ） - 沢井 役
- 3年目の浮気（1983年、にっかつ）
- お嬢さんの股ぐら（1983年、にっかつ）
- イヴちゃんの花びら（1984年、にっかつ）
- 猟色 サロメの唇（1984年、にっかつ）
- お葬式（1984年、ATG） - フクちゃん
- スワップ診察室 蜜しぶき（1986年、にっかつ）
- 薄毛の19才（1986年、にっかつ）
- 美姉妹肉奴隷（1986年、にっかつ）
- そろばんずく（1986年、東宝） - 団地・月男 役
- (生) ビデオルーム なまつば愛撫（1986年、にっかつ）
- 輪舞 (りんぶ)（1988年、にっかつ）
- バカヤロー!2 幸せになりたい。（1989年、松竹） - 菓山健一 役
- 誘惑者（1989年、ヘラルド・エース / 日本ヘラルド） - 野田 役
- 幕末純情伝（1991年、松竹）
- 月はどっちに出ている （1993年、シネカノン） - 安保 役
- 高校教師（1993年、東宝） - 前田洋輔 役
- 夜逃げ屋本舗2（1993年、東宝） - 赤川裁判官 役
- 病院なんか怖くない。ボクが病気になった理由2（1994年、Softgarage） - 立川三郎 役
- 白鳥麗子でございます!（1995年、東映） - 叔父・正夫 役
- 恋と花火と観覧車 （1997年、松竹） - 渡辺部長 役
- ご存知!ふんどし頭巾 （1997年、松竹） - 犬山鉄平（パンツマン） 役
- 新宿少年探偵団（1998年、松竹） - 羽柴武彦 役
- お墓がない!（1998年、松竹） - 田部井医師 役
- 明日があるさ THE MOVIE （2002年、東宝） - 試験官 役
- シュガー&スパイス 風味絶佳 （2006年、東宝） - SS社長 役
- 私は貝になりたい（2008年、東宝） - 刑事 役
- 感染列島（2009年、東宝） - 高山良三 役
- おかえり、はやぶさ（2012年、松竹） - 文部科学省職員 役
- 闇金ウシジマくん（2012年、SDP） - 西尾弁護士 役
- デスノート Light up the NEW world（2016年、ワーナー・ブラザース映画） - 須加原順郎 役
- リップヴァンウィンクルの花嫁（2016年、東映） - 皆川博徳 役
- あいあい傘（2018年、SDP） - 代議士 役
- ぼくらのショウタイム（2019年4月12日、イオンエンターテイメント）
- 女の機嫌の直し方（2019年6月15日、よしもとクリエイティブ・エージェンシー） - 新谷大悟 役
- Fukushima 50（2020年3月6日、松竹 / KADOKAWA） - 内閣官房長官 役
- カイジファイナルゲーム（2020年1月10日、東宝） - 渋沢総一郎 役
- いつくしみふかき[26]（2020年、渋谷プロダクション） - 源一郎 役
- 科捜研の女 -劇場版-（2021年、東映） -  藤倉甚一 役
- お終活 熟春!人生、百年時代の過ごし方 （2021年5月21日、 イオンエンターテイメント）　-　鈴木 役
- ハザードランプ（2022年公開中止、東映ビデオ） - 吉井 役
- 手（2022年9月16日、日活） - 父 役
- おまえの罪を自白しろ（2023年10月20日、松竹） - 夏川泰平 役[27][28]
- THE RIGHTMAN 正義の男（2025年2月1日、映像制作リアン） - 主演・中村正義 役[29]

### 舞台
- カンガルー（1976年、演劇集団円）
- 夜叉ヶ池（1978年、演劇集団円、芥川比呂志演出）
- 夏の夜の夢（1979年、演劇集団円　円小劇場）
- まちがいつづき（演劇集団円）
- 冬物語（演劇集団円）
- アプサンス（演劇集団円）
- あらしのよるに(1998年　演劇集団円　円・こどもステージ） - ヤギのメイ
- スカパンの悪だくみ（1998年　演劇集団円紀伊国屋サザンシアター-スカパン
- リチャード三世（2003年　演劇集団円　紀伊国屋ホール） - リチャード三世 役
- マクベス（2005年　紀伊国屋ホール　演劇集団円） - マクベス 役
- オセロー（2007年　紀伊国屋ホール　演劇集団円） - オセロー 役
- 初夜と蓮根（2010年　演劇集団円　土田英生作、内藤裕子演出）
- くちづけ（2010年7月、東京セレソンデラックス、シアターサンモール） - 愛情いっぽん 
  - くちづけ（2015年10月、タクフェス、サンシャイン劇場）
  - くちづけ（2020年10月 - 11月、タクフェス、サンシャイン劇場）
  - くちづけ（2025年11月 - 2026年1月〈予定〉、新川文化ホール 他）[30]
- ウエアハウス-circle-（2010年9-10月、シアタートラム）
- 笑う巨塔（東京セレソンデラックス）
- ワーニャ伯父さん（2013年、東京芸術劇場シアターウエスト、演劇集団円） - ワーニャ伯父さん 役
- 錬金術師（2014年、東京芸術劇場シアターウエスト、演劇集団円）
- 鷗外の怪談（2014年10月、二兎社、永井愛作　シアターウエスト）
- 藍ノ色、沁ミル指二（2018年、演劇集団円、内藤裕子作・演出、吉祥寺シアター）
- ヴェニスの商人（2019年、演劇集団円、吉祥寺シアター）－シャイロック 役
- グレンギャリー・グレンロス（2023年、演劇集団円、俳優座劇場） - 主演・レヴィーン 役[31]
- 家政夫のミタゾノ THE STAGE レ・ミゼラ風呂（2025年、EX THEATER ROPPONGI 他）[32]

### 吹き替え

#### 映画（吹き替え）
- ダウンタイム（1999年） - ジミー 役
- フリントストーン2/ビバ・ロック・ベガス（2000年） - フレッド・フリントストーン 役
- スター・ウォーズシリーズ
  - スター・ウォーズ エピソード2/クローンの攻撃（2002年） - ジャンゴ・フェット、クローン・トルーパー 役
  - スター・ウォーズ エピソード3/シスの復讐（2005年） - コマンダー・コーディ、クローン・トルーパー 役
- 空海-KU-KAI- 美しき王妃の謎（2018年） - 高力士 役[33]
- THE BATMAN-ザ・バットマン-（2022年） - オズワルド・“オズ”・コブルポット / ペンギン 役[34]

#### ドラマ
- アリー my Love  シーズン5（2001年） - ハリソン・ワイアット牧師 役
- スター・ウォーズシリーズ
  - マンダロリアン（2020年） - ボバ・フェット 役
  - ボバ・フェット/The Book of Boba Fett（2021年 - 2022年） - ボバ・フェット 役
  - オビ＝ワン・ケノービ（2022年） - 退役したクローン・トルーパー 役
  - アソーカ（2023年） - キャプテン・レックス 役
- THE PENGUIN-ザ・ペンギン-（2024年） - オズワルド・“オズ”・コブルポット / ペンギン 役[35]

#### アニメ
- タイタンA.E.（2000年） - コルソ 役
- スター・ウォーズシリーズ
  - スター・ウォーズ/クローン・ウォーズ（2008年） - キャプテン・レックス、コマンダー・コーディ、ダヴィジャン、クローン・トルーパー 役
  - スター・ウォーズ/クローン・ウォーズ（テレビシリーズ）（2008年 - 2015年） - キャプテン・レックス、コマンダー・コーディ、ダヴィジャン、クローン・トルーパー 役
  - LEGO スター・ウォーズ パダワン・メナス（2011年） - コーディ 役
  - ボンバッド・バウンティ（2011年） - ボバ・フェット 役
  - スター・ウォーズ 反乱者たち（2015年 - 2017年） - レックス、グレガー、ウォルフ 役
  - LEGO スター・ウォーズ/フリーメーカーの冒険（2016年） - ボバ・フェット 役
  - クローン・ウォーズ ファイナルシーズン（2020年） - クローン・トルーパー、コマンダー・レックス (キャプテン・レックス) 役
  - LEGO スター・ウォーズ/ホリデー・スペシャル（2020年） - クローン・トルーパー 役
  - スター・ウォーズ: バッド・バッチ（2021年 - 2024年） - ハンター、レッカー、テク、クロスヘアー、エコー、キャプテン・レックス、コマンダー・コーディ、クローン・トルーパー役
  - スター・ウォーズ: ビジョンズ（2021年） - ボバ・フェット 役[36]
  - LEGO スター・ウォーズ/サマー・バケーション（2022年） - ボバ・フェット 役
  - スター・ウォーズ:テイルズ・オブ・ジェダイ（2022年） - キャプテン・レックス、ジェシー、クローン・トルーパー 役
- ベイマックス（2014年） - ロバート・キャラハン 役

### ゲーム
- スター・ウォーズ ジェダイ:サバイバー（2023年）- ボバ・フェット役

### バラエティ
- そっとテロリスト（1992年、フジテレビ） - 金田執事 役

### Webドラマ
- 民王番外編 秘書貝原と6人の怪しい客（ビデオパス・テレ朝動画、2016年4月配信開始） - 狩屋孝司 役[37]
- 特命係長 只野仁 AbemaTVオリジナル2（2017年 - 2018年、AbemaTV） - 八木達郎 役
- 17.3 about a sex 第8話「妊娠で退学。なんで女子だけ?」（2020年10月22日、AbemaTV） - 教頭 役

### その他コンテンツ
- 東京ディズニーランド スター・ツアーズ:ザ・アドベンチャーズ・コンティニュー（ボバ・フェット）